# Call to Power II
A Call to Power II egy körökre osztott stratégiai játék, melyet az Activision fejlesztett és adott ki 2000-ben. A "Civilization: Call to Power" című játék folytatása, amely a Civilization névjogok birtoklása miatt kapta ezt a címet, a folytatás idejére azonban a kiadó már nem rendelkezett ezzel.
2003 októberében az Activision szabaddá tette a játék forráskódját, amelynek köszönhetően a mai napig aktív rajongói közössége tartja életben és fejleszti tovább a programot. 2010-től kezdődően a digitális játékáruházak kínálatában is elérhető.

## Játékmenet
Az első részhez képest több ponton változtattak a játékon. A legfontosabb ilyen átalakítás az interfészt illette, mert arra sok kritika érkezett korábban. Megnövelték a hadseregek maximális létszámát, kiegyensúlyozottabbá tették a játékmenetet, a gazdasági rendszert pedig finomhangolták, így a jó minőségű talajt birtokló játékosok jobban profitáltak. Bizonyos eredmények elérésekor a játékos immár bónuszokat is kapott, amennyiben ő hajtotta végre azokat elsőnek (pl. a világ körbehajózása).
Átdolgozták a diplomáciai rendszert és több lehetőséget biztosítottak a tárgyalásra. A játékos például megegyezhetett a riválisokkal, hogy azok ne fejlesszenek ki egy bizonyos technológiát, vagy csökkentsék a nukleáris arzenáljukat.
A világűr kolonizációját és a játéktérkép felett húzódó, a világűrt szimbolizáló második térképet teljes egészében kivették, ahogy az "idegen élet projekt" győzelmi lehetőséget is. Helyette bekerült új győzelmi módként a bolygó Gaia szenzorokkal való betelepítése és a hozzá kapcsolódó csoda megépítése.
Fontos újítás volt még a modok támogatása. A játékszabályokat a program szöveges dokumentumok formájában tárolta, ahogy a mesterséges intelligencia szkriptjeit is. A hozzá kapcsolódó programozási nyelvet a SLIC-et az Activision teljes körűen támogatta és részletes útmutatót is közzétett a használatához.

## A rajongói közösség
Miután az Activision befejezte a program támogatását, az Apolyton Civilization Site rajongói közösség folytatta azt a továbbiakban. 2003 októberében sikeresen megegyeztek a kiadóval és megkapták a játék forráskódját, ennek köszönhetően további javításokat tudtak kiadni hozzá. A kiadó megkötése csak annyi volt, hogy kereskedelmi forgalomba nem lehetett semmit hozni abból, amit ez alapján készítettek.
A rajongók által utolsónak készített patch a rev.1111 számot kapta és 2011 júniusában jelent meg.

## Megjelenés és fogadtatás
A játék mérsékelt sikert aratott a kritikák alapján. Sokan dícsérték az új interfészt, az animációkat és a hangokat, valamint az újrajátszhatóságot. Kritika érte viszont, hogy a játékban a diplomáciai döntéseinkről nem ad elégséges visszaigazolást a játék, hogy harc közben nem lehet taktikai jellegű döntéseket hozni, még úgy sem, hogy az előző rész város-mikromenedzselését felváltotta a katonai mikromenedzsment.

## Forráshivatkozások
1. ↑  Contributor, Robert Zak. „What Civ VI Could Learn From Civilization: Call To Power”, Rock, Paper, Shotgun, 2016. július 25. (Hozzáférés: 2024. szeptember 16.) (angol nyelvű)
2. ↑  Call to Power 2 for download $5.99 - GOG.com. web.archive.org, 2012. október 25. (Hozzáférés: 2024. szeptember 16.)
3. 1 2  Call to Power II Review (amerikai angol nyelven). GameSpot. (Hozzáférés: 2024. szeptember 16.)
4. ↑  http://apolyton.net/news/index.php?Category=CtP2&month=200309
5. ↑  https://apolyton.net/articles/civilization-news/ctp2/sourcecode/9312563-call-to-power-ii-source-code-end-user-license-agreement
6. ↑  Apolyton CTP2 Edition: Revision 1111 (12-Jun-2011) (angol nyelven). Apolyton Civilization Site. (Hozzáférés: 2024. szeptember 16.)